# Tomo Hombauer
Tomo Hombauer je bio hrvatski nogometaš.

## Životopis
Rođen je 16. prosinca 1891. u Pajngrtu (Kertes, Baumgarten) u Ugarskoj, u rimokatoličkoj obitelji. Bio je učenik Martina Borenića. Borenić je bio svjestan da za okrjepu i njegovanje hrvatske svijesti u Gradišću znači imati vezu s matičnim narodom svojih predaka – Hrvatskom te je prvom prigodom poslao svoje učenike na školovanje u Zagreb. Za osam je godina završio je škole kao javni učenik i to I. i II. razr. u kr. donjogradskoj gimnaziji zagrebačkoj, a III. – VIII. razr. u kr. gornjogradskoj gimnaziji zagrebačkoj. Ispit zrelosti polagao triput u ljetnom roku 1913. godine. Većina članova ispitne komisije bila za to da može nastaviti studij na sveučilištu, ako tako odluči. Čini se da nije nastavio studirati na sveučilištu nije nastavio, jer je 1928. bio gradski činovnik u Zagrebu.

## Nogometaška karijera
Igrao je za zagrebački klub HAŠK s kojim je bio jesenski prvak prvenstva Hrvatske i Slavonije sezone 1912./13., a suigrači su mu bili Vladimir Šuput, Hugo Kuderna, Ivan Banfić, Oto Behrman, Ivan Lipovšćak, Mihajlo Mujdrica, Dragan Kastl, Dragutin Štancl, Leo Gollob, Janko Justin.
Sudionik je nogometne utakmice HAŠK-a i Northern Universityja odigrane 24. ožujka 1913., poznate kao prvo gostovanje engleske nogometne momčadi u Zagrebu. 